# Clariallabes
Clariallabes — рід риб родини Кларієві ряду сомоподібних. Має 16 видів.

## Опис
Загальна довжина представників цього роду коливається від 9 до 30 см. Голова коротка, сильно сплощена зверху. Очі маленькі. Рот доволі широкий. Є 3 пари вусів помірної довжини. Тулуб витягнутий (змієподібний), широкий, кремезний, особливо у хвостовій частині. Спинний плавець низький, довгий. Грудні плавці широкі, короткі. Черевні плавці маленькі. Анальний плавець помірно довгий. Хвостовий плавець короткий і широкий.
Забарвлення переважно однотонне — коричневе з різними відтінками.

## Спосіб життя
Зустрічаються у річках з повільною течією на піщано-мулистих ґрунтах. Озерні види віддають перевагу кам'янистим ґрунтам. Живляться дрібними водними безхребетними, зокрема водяними жуками.

## Розповсюдження
Живуть у басейні річки Конго й озері Вікторія.

## Види
- Clariallabes attemsi
- Clariallabes brevibarbis
- Clariallabes centralis
- Clariallabes heterocephalus
- Clariallabes laticeps
- Clariallabes longicauda
- Clariallabes manyangae
- Clariallabes melas
- Clariallabes mutsindoziensis
- Clariallabes petricola
- Clariallabes pietschmanni
- Clariallabes platyprosopos
- Clariallabes simeonsi
- Clariallabes teugelsi
- Clariallabes uelensis
- Clariallabes variabilis